# Kuljani (Dvor)
Kuljani is een plaats in de gemeente Dvor in de Kroatische provincie Sisak-Moslavina. De plaats telt 136 inwoners (2001).